# Ліхія
Ліхія (Lichia amia) — вид морських риб з родини Ставридових (Carangidae). Єдиний представник роду Lichia. Поширені у Середземному морі і прибережних водах західної і південної Африки. Рідко відзначається у Чорному морі біля берегів Туреччини та Болгарії. Сягає до 1,5 м довжини і 18,8 кг ваги. Населяє прибережні мілини, де утворює невеликі зграйки з метою полювання на дрібних риб.